# Брамби, Иэн
Иэн (Ян) Брамби (англ. Ian Brumby; род. 1964) — бывший английский профессиональный игрок в снукер.

## Биография и карьера
Родился 17 сентября 1964 года в Лондоне.
Стал профессионалом в 1989 году. В первом же сезоне Classic 1990 на стадии last 32 победил Эрика Лоуора (Eric Lawlor) со счетом 5:4, проигрывая 2:4, но проиграл Джону Спенсеру со счётом 1:5. В квалификации на чемпионат мира того же года Брамби победил двух ветеранов: шестидесятипятилетнего Берта Демарко и семидесятишестилетнего Фреда Дэвиса, обоих со счётом 10:6, но был выбит Пэдди Брауном (Paddy Browne).
Следующий сезон был невыдающимся, единственное заметное выступление Брамби было на International One-Frame Shoot-out, где он победил Мэтта Гибсона, Яна Блэка, Стива Микина и Нила Фулдса, после чего проиграл четвертьфинальную встречу Джейсону Уиттакеру.
В конце сезона 1993/94 Иэн Брамби достиг своего наивысшего рейтинга — № 69. В следующем сезоне на Grand Prix 1994 он победил Майкла Джаджа, Ника Фруина, Дрю Хенри и Мика Прайса, встретившись затем с Джимми Миком: Мик проигрывал 1:4, но выиграл встречу со счётом 5:4.
К 2000 году Брамби скатился до 103 места в рейтинге. В следующем сезоне он не смог остановить свое падение в рейтинге и стал № 136 в 2001 году. Он участвовал в квалификационных турнирах в следующие два года, но сезон 2003/04 снова был неудачным, и Иэн из профессионалов вернулся в любительские ряды в возрасте 39 лет.
Дальнейшие попытки выйти в Мэйн-тур тоже не увенчались успехом. В качестве любителя он участвовал в двух турнирах Players Tour Championship в сезоне 2011/2012, после чего окончил активную карьеру снукериста, выступая иногда в турнирах ветеранов.